# Cissus pseudopolyantha
Cissus pseudopolyantha là một loài thực vật hai lá mầm trong họ Nho. Loài này được Mildbr. miêu tả khoa học đầu tiên năm 1934.